# Дертингер, Георг
Георг Де́ртингер (нем. Georg Dertinger; 25 декабря 1902, Фриденау — 21 января 1968, Лейпциг) — немецкий политик, член Немецкой национальной народной партии, после Второй мировой войны — Христианско-демократического союза. Министр иностранных дел ГДР в 1949—1953 годах.

## Биография
Георг Дертингер в 1910 году поступил учиться в реальную гимназию в Лихтерфельде, затем в Далеме. После смерти отца Рудольфа, погибшего лейтенантом на фронте в Восточной Пруссии в октябре 1914 года, Георгу удалось получить весной 1916 года место в кадетском училище в Плёне, а спустя два года он продолжил обучение в главном кадетском училище в Лихтерфельде. Изучал юриспруденцию и экономику в Берлинском университете, но бросил учёбу и работал в газете Magdeburgische Zeitung, а затем в магдебургской редакции федеральной газеты Stahlhelm.
Дертингер вступил в Немецкую национальную народную партию, состоял в Германском клубе господ и вращался в кругах, близких к изданию Die Tat и Францу фон Папену. В 1933 году Дертингер сопровождал фон Папена в Ватикан для участия в переговорах о заключении конкордата со Святым престолом. С 1934 года состоял сотрудником пропагандистской службы Dienst aus Deutschland и нескольких региональных периодических изданий.
В 1945 году Дертингер выступил одним из соучредителей Христианско-демократического союза в советской зоне оккупации Германии и работал на должности пресс-референта, а затем генерального секретаря партии. Дертингер входил в состав правления и в конституционный и координационный комитеты. После смещения Андреаса Гермеса тесно сотрудничал с его преемником на посту председателя партии Якобом Кайзером и руководил его личным штабом. После смещения Кайзера по политическим мотивам и давления на идеологический курс партии советская военная администрация назначила Дертингера управляющим директором. В 1950 году Дертингер был назначен временным председателем земельного отделения ХДС в Саксонии.
В 1949—1953 годах Дертингер избирался депутатом Народной палаты ГДР и стал первым министром иностранных дел ГДР. 6 июля 1950 года в этом качестве он подписал Згожелецкий договор с Польшей о границе по Одеру — Нейсе.
15 января 1953 года Дертингер был арестован и после 16 месяцев предварительного заключения в рамках показательного процесса был приговорён Верховным судом ГДР к 15 годам лишения свободы за шпионаж и участие в заговорщической деятельности. Дертингеру и Гельмуту Брандту вменялась преступная деятельность по уничтожению ГДР и восстановлению власти эксплуататоров — «монополистов, крупных землевладельцев и фашистов». Дертингер якобы занимался организацией проникновения вооружённых банд через демаркационную линию в ГДР. Ещё в 1952 году Герольду Румлеру, личному пресс-секретарю Дертингера, министерством государственной безопасности ГДР был поручен сбор информации, компрометирующей его начальника. Впоследствии Румлер бежал в Западный Берлин. Материалы дела против Дертингера содержались в тайне, но по мнению Геральда Гёттинга Дертингер заручился поддержкой министра внутренних дел СССР Л. П. Берии по вопросу создания единой нейтральной Германии и начал самостоятельную деятельность в этом направлении, но переоценил свои возможности. Воссоздание единой Германии не входило в тот момент ни в планы СССР, ни Запада. После вынесения приговора Дертингер отбывал наказание в учреждении ведомства по исполнению наказания в Баутцене, где перешёл в католическую веру. В 1964 году Дертингер был помилован после заступничества Гёттинга перед Вальтером Ульбрихтом и соответствующего решения Государственного совета ГДР и работал в издательстве St. Benno-Verlag в Лейпциге.
От сталинистских репрессий пострадал не только сам Дертингер, но и вся его семья. Его супруга была приговорена к восьми годам лишения свободы и полностью отбыла срок заключения. Старший, 15-летний на тот момент сын Рудольф без учёта возраста получил по решению суда три года лишения свободы и впоследствии бежал на Запад, где стал журналистом. 13-летняя дочь Октавия после ареста была передана под опеку бабушки, которую сначала тоже арестовали, а затем выслали в Рудные горы. 9-летний сын Кристиан получил новое имя и был передан на воспитание приёмным родителям, верным СЕПГ, затем спустя восемь лет вернулся к освободившейся из тюрьмы матери и узнал о своём прошлом только после воссоединения Германии. В настоящее время проживает в Лейпциге.

## Примечания

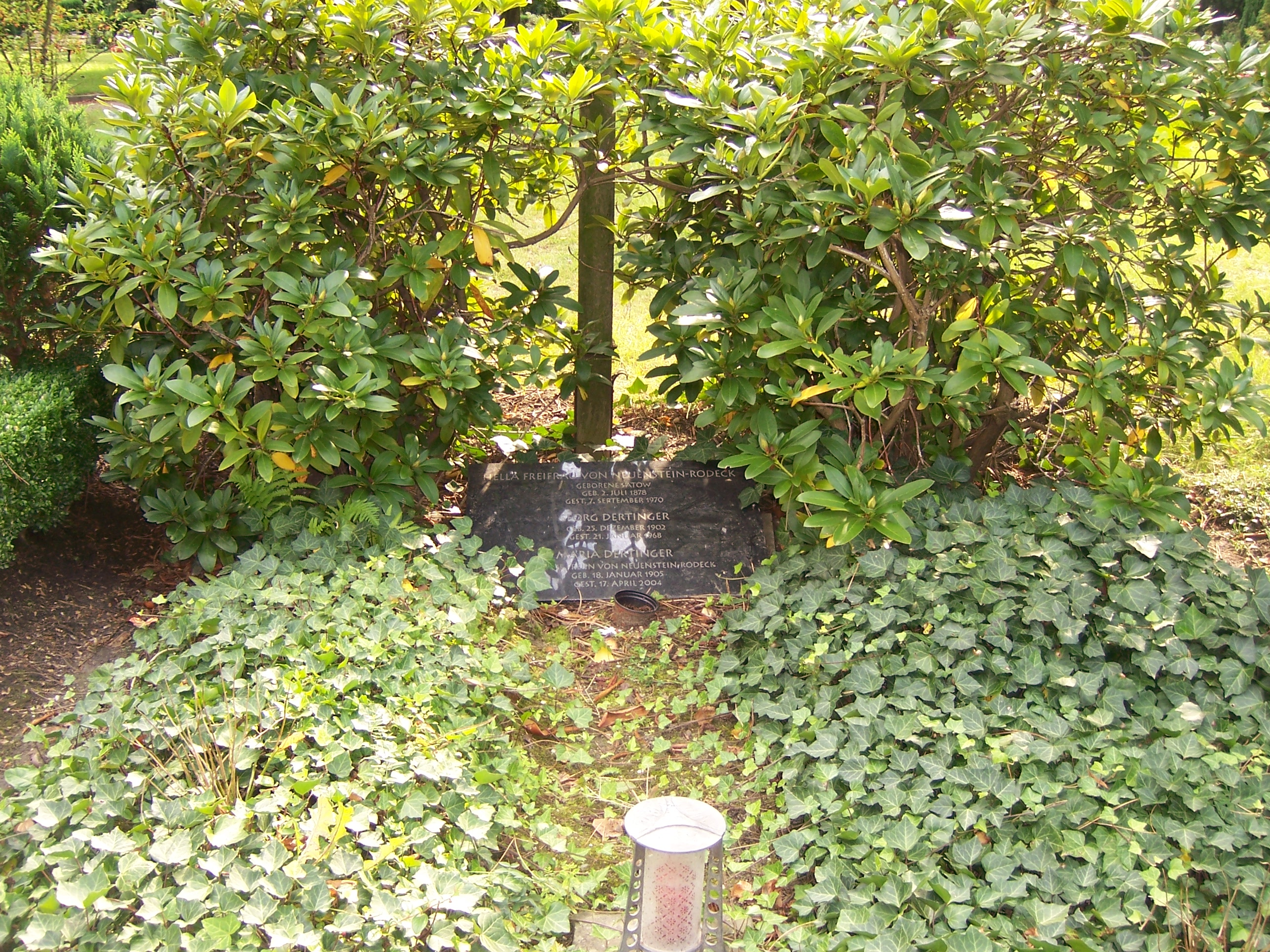
Могила Георга Дертингера и его супруги на Южном кладбище в Лейпциге